# Pensée Gonzalo
 (mai 2025).

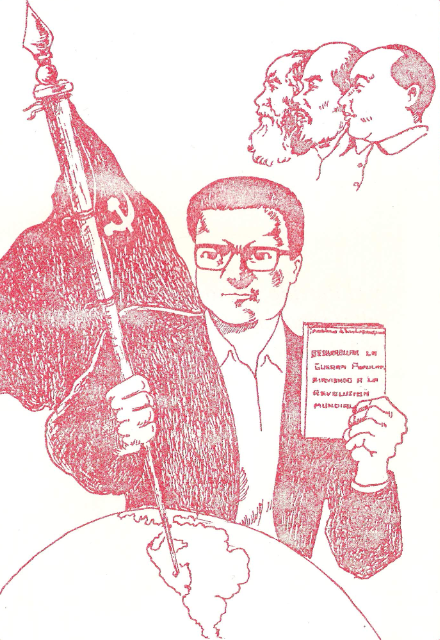
Abimael Guzmán, dépeint ici comme la quatrième épée du marxisme.

La pensée Gonzalo (en espagnol : Pensamiento Gonzalo) aussi nommée marxisme-léninisme-maoïsme-pensée Gonzalo ou gonzalisme est une doctrine idéologique développée par le révolutionnaire péruvien Abimael Guzmán, dit camarada Gonzalo, comme une interprétation de la réalité péruvienne basée sur le marxisme-léninisme-maoïsme.
De nature anti-révisionniste, la pensée Gonzalo est la base idéologique du Parti communiste du Pérou – Sentier lumineux (PCP-SL) et le déclencheur de la période de violences terroristes que connaît le pays andin entre les années 1980 et 1990,. Basé sur Marx, Lénine, Mao et Mariátegui (et dans le but de convertir ce système d'idées en doctrine, le « gonzaloïsme »), le terme vient du pseudonyme utilisé par Abimael Guzmán, presidente Gonzalo, qui est considéré par ses partisans comme la « Quatrième épée du marxisme » et, par conséquent, un successeur direct de Marx, Lénine et Mao,.
Bien qu’initialement issue de la réalité péruvienne à travers une analyse marxiste, la pensée Gonzalo s'étend à la culture, à la société et à la langue en dehors du Pérou, formant la base idéologique de plusieurs groupes révolutionnaires à l’étranger.
La pensée Gonzalo est caractérisée comme antidémocratique et autoritaire. Ses partisans la mettent en pratique dans leurs efforts pour installer une « République populaire de nouvelle démocratie » à travers la doctrine de la « guerre populaire prolongée », celle-ci se traduisant dans les faits par des actions terroristes visant à la fois à intimider la population et à accroitre la répression du régime en place,.
Après la capture d'Abimael Guzmán en 1992, divers courants prétendent maintenir la pensée Gonzalo (parmi lesquels le Sendero Rojo ou le MOVADEF,) tandis que d'autres dirigeants du Sendero, comme Víctor Quispe Palomino, renoncent complètement à cette idéologie, adoptant d'autres lignes ou se tournant vers le trafic de stupéfiants.

## Influences
Les personnalités qui inspirent Abimael Guzmán sont principalement Marx, Engels, Lénine, Staline, Mao et José Carlos Mariátegui, ainsi que l'universitaire Efraín Morote Best (folkloriste et père du senderista Osmán Morote Barrionuevo), qui est recteur de l'université nationale de San Francisco Cristóbal de Huamanga (UNSCH) à Ayacucho,.
La pensée Gonzalo s'appelle d'abord « pensée directrice du camarada Gonzalo », puis « pensée directrice du presidente Gonzalo » et, après la célébration du Premier congrès du Sentier Lumineux (entre 1988 et 1989), elle devient « pensée Gonzalo ».

## Composants
Les bases de la Pensée Gonzalo sont :
- Le marxisme, à partir duquel s'interprètent la lutte des classes et la dictature du prolétariat comme des réalités du monde. Par conséquent, la révolution doit en tout lieu s'inscrire dans le cadre de la révolution prolétarienne mondiale, qu'elle soutient[12]. Il en découle également une croyance en l'inévitabilité de la transition évolutive qui fera passer les sociétés humaines du capitalisme au communisme[13].
- Le léninisme, dont Guzmán reprend l'idée que la révolution sera possible grâce au travail d'un parti constitué comme une « machine de guerre », composée d'une avant-garde de « cadres » qui serait à son tour l'expression la plus avancée du prolétariat mondial et destinée à établir la dictature du prolétariat[13]. En outre, l'impérialisme est décrit comme une nouvelle étape du capitalisme[12].
- Le maoïsme, qui comprend principalement l'expérience de la Révolution chinoise et le concept de guerre populaire, que Guzmán considère comme un principe de validité universelle, tout comme la « théorie des contradictions » de Mao, selon laquelle la lutte des contraires se généraliserait à tous les niveaux de la matière, de la société et de la pensée[13].

Enfin, la pensée Gonzalo unit tout ce qui précède et l'applique à la réalité péruvienne comme un développement élaboré par Guzmán à partir de la pensée de Mariátegui (la pensée de Mariátegui étant considérée comme une « expression politique de la classe ouvrière péruvienne »). La pensée Gonzalo est acceptée par les partisans de Guzmán comme une idéologie officielle, car elle serait « la seule scientifique », une manière supérieure d'apprécier la réalité.

### Anti-révisionnisme
La pensée Gonzalo adhère à la ligne anti-révisionniste du marxisme, considérant les révisionnistes comme :

« un cancer, un cancer qu’il faut impitoyablement balayer, sinon nous ne pourrons pas avancer dans la révolution ; et rappelez-vous ce que Lénine disait, de manière synthétique, nous devons nous concentrer sur deux questions : nous devons nous concentrer sur la violence révolutionnaire et nous lancer dans la lutte implacable contre l'opportunisme, contre le révisionnisme. »

De manière générale, la pureté idéologique et l’adhésion totale à ce qui est considéré comme la ligne correcte du marxisme sont encouragées.

### Recours à la violence
La pensée Gonzalo appelle à l'usage de la violence à travers la « guerre populaire » et le « quota de sang ». Pour Guzmán :

« Concernant la violence, nous partons d'un principe établi par le président Mao Tsé Toung : la violence est une loi universelle sans aucune exception, je veux dire la violence révolutionnaire ; Cette violence est ce qui permet de résoudre les contradictions fondamentales avec une armée et par la guerre populaire. C’est une question de fond du marxisme car sans violence révolutionnaire, une classe ne peut être remplacée par une autre, un ordre ancien ne peut être renversé pour en créer un nouveau, un nouvel ordre dirigé par le prolétariat à travers les partis communistes. »

La violence, en tant que manifestation de la lutte des classes, est considérée comme une étape fondamentale pour renverser l’ordre ancien, permettant l’émergence d’une étape de dépassement du capitalisme : le communisme.

### Instrumentalisation de l’éducation
Au sein de la pensée Gonzalo, l’éducation joue un rôle de recrutement, de propagande et d’endoctrinement des masses. Le contrôle des espaces universitaires est considéré comme important pour former les étudiants à la pensée Gonzalo afin qu'ils puissent transmettre aux masses les postulats de Guzmán[réf. nécessaire].

### Culte de la personnalité
Le culte de la personnalité autour d'Abimael Guzmán est promu par le Sentier Lumineux, atteignant le niveau du fanatisme. Décrit comme un « leader messianique », la capture de Guzmán conduit directement à l’effondrement du Sentier lumineux,. À sa mort, un débat national s'ouvre ; il conduit à la crémation de sa dépouille.

### Anticapitalisme radical
La pensée Gonzalo classe comme capitalistes tous les types de propriété privée ou de commerce, allant jusqu'à la destruction de bétail ou de centrales hydroélectriques. La justification est que tous ces instruments sont, de fait, des instruments capitalistes. Cette vision est comparée au luddisme britannique du XIXe siècle. De plus, il est interdit aux paysans de l'Altiplano d'acheter ou de vendre, du seul fait que cela est considéré comme une activité capitaliste.

### Exécutions de classe
Selon cette idéologie, quiconque est identifié comme faisant partie de « l'État bourgeois » ou lié à celui-ci, mérite d'être exécuté, c'est pourquoi la cruauté dans les meurtres est encouragée pour obtenir l'obéissance des masses.

### Révolution culturelle permanente
Inspirée par la Révolution culturelle de Mao (qui cherche à éliminer les restes de ce qui est considéré comme des éléments capitalistes et traditionnels de la société chinoise), la pensée Gonzalo promeut elle aussi une « révolution culturelle » permanente qui éliminerait les représentants de la société précédente, « changeant les âmes » et empêchant la retour du capitalisme.